# حوزه انتخابیه دوم ایندیانا

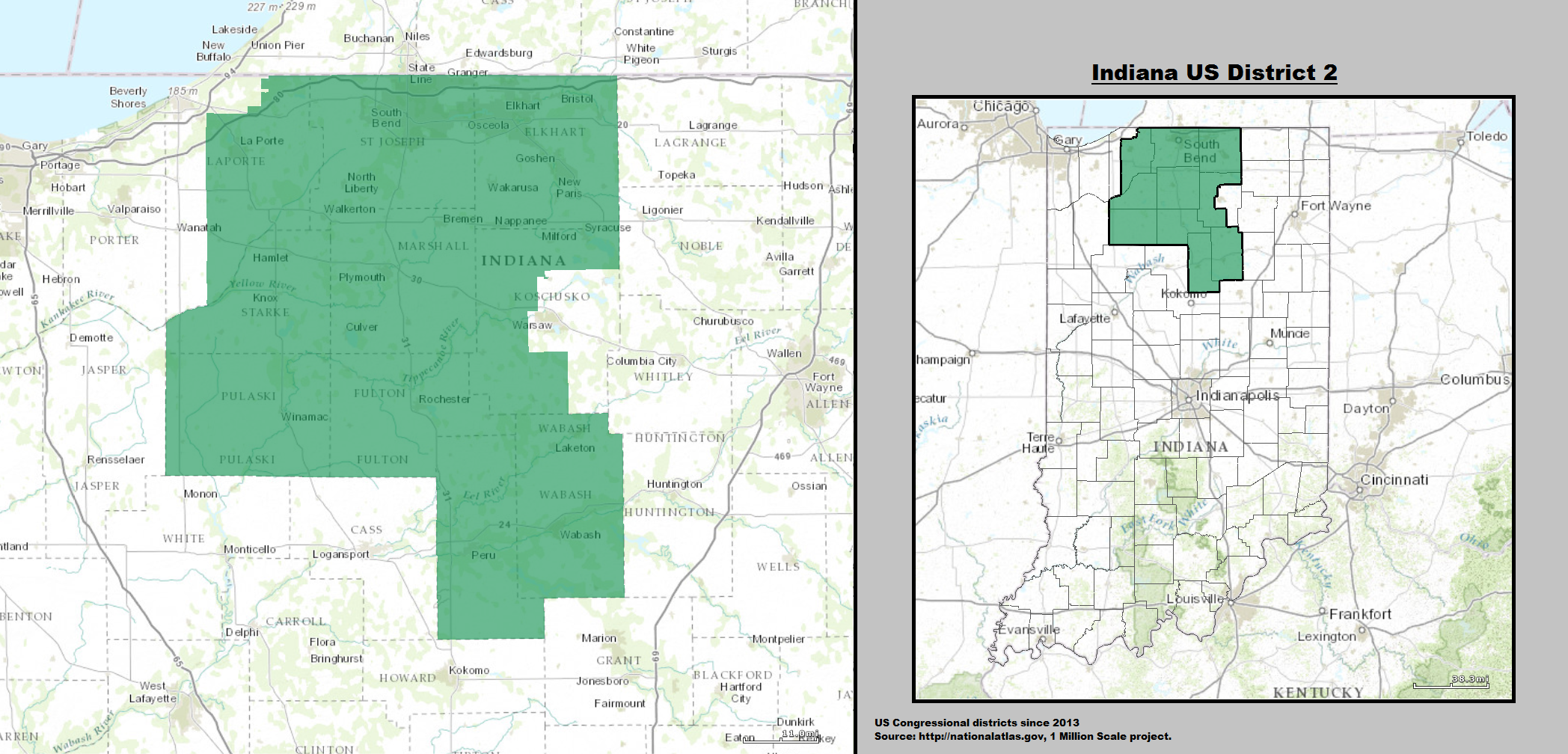
مرزهای ناحیه دوم کنگره فدرال ایالات متحده در ایندیانا.

حوزه انتخابیه دوم ایندیانا یک حوزه انتخابیه مجلس نمایندگان آمریکا است که در ایالت ایندیانا قرار دارد.